# الجدل حول عثة التفاح ذات اللون البني الفاتح

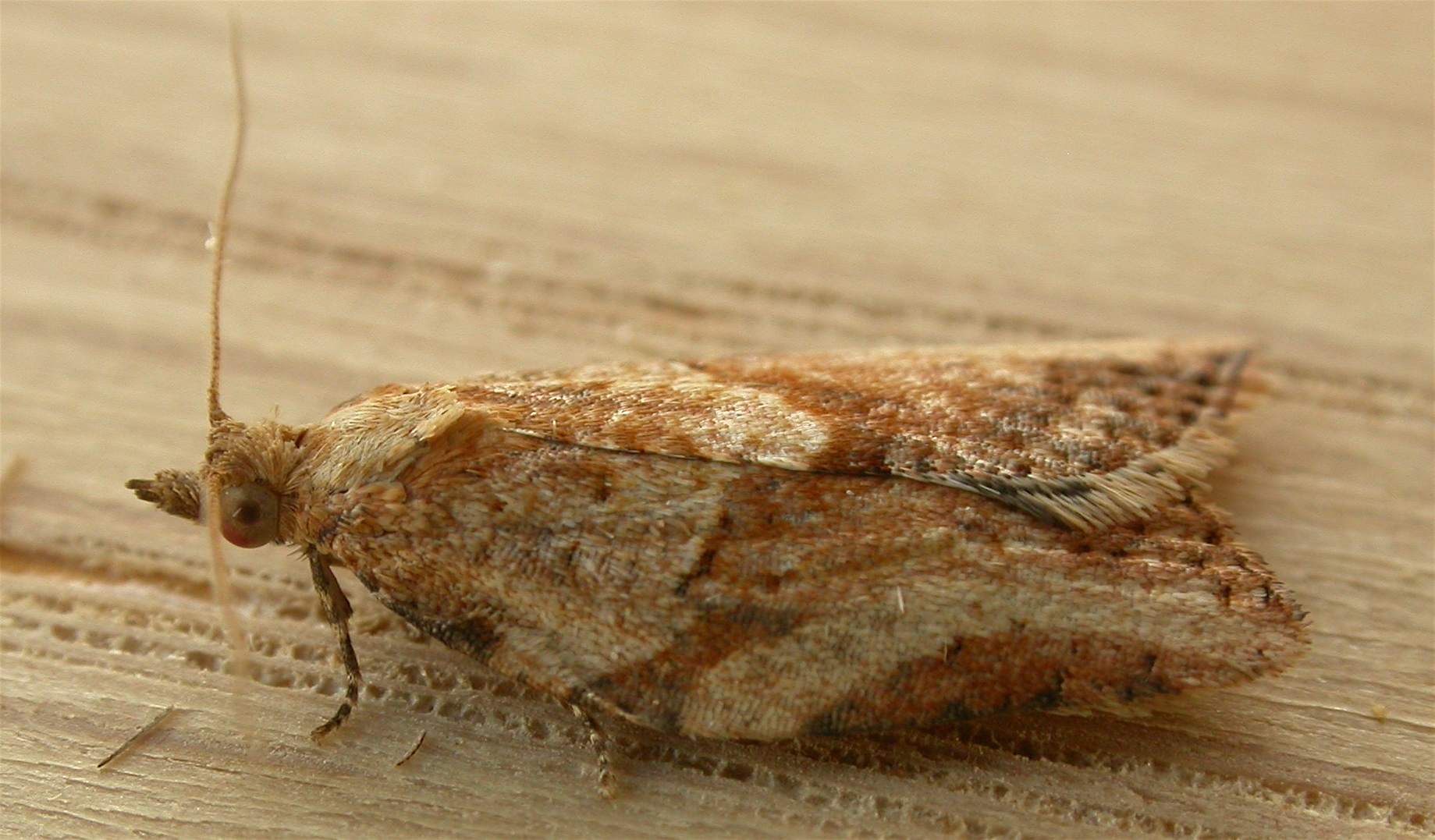

عثة التفاح ذات اللون البني الفاتح (Epiphyas postvittana ، غالبًا تختصر ب LBAM)، وهي عثة أوراق تنتمي إلى عائلة lepidopteran Tortricidae، أكد وجود العثة في البر الرئيسي للولايات المتحدة في عام 2007، وبشكل رئيسي على طول الساحل الغربي، حيث فرضت ولاية كاليفورنيا ووزارة الزراعة الأمريكية بسرعة إجراءات الحجر الصحي وقررتا استخدام الرش الجوي للمدن باستخدام مبيدات الآفات لمحاولة القضاء على العثة. وأدى ذلك إلى جدل عام كبير ومطالبات بآثار صحية ضارة. وتوقف الرش الجوي في عام 2008. قللت الجهود المصيدة والمراقبة والتفتيش أو القضاء عليها في عام 2012 بسبب مشاكل الميزانية.

## عثة التفاح ذات اللون البني الفاتح
تعتبر الحشرة عاملة عاشبة، وتستهلك اليرقات العديد من المحاصيل النباتية في أستراليا ونيوزيلندا. وهذه الأنواع موطنها في أستراليا وتوجد في نيوزيلندا وأيرلندا والمملكة المتحدة وهاواي.
تم تصنيف العثة على أنها حشرة ضارة في الولايات المتحدة وكندا، ولكن ليس في أوروبا. وقد أدى ذلك إلى فرض قيود على المنتجات من المكسيك وكندا بموجب اتفاقية التجارة الحرة لأمريكا الشمالية.

## إجراءات القضاء
في أواخر عام 2007، تضمن برنامج القضاء على العث بشكل مثير للجدل الرش الجوي لمنتج يحتوي على الفيرومونات الجنسية الجذابة E. postvittana كمكون نشط على مساحة تزيد عن ستين ميلاً مربعاً بالقرب من ساحل المحيط الهادئ بين مونتيري وسانتا كروز. أذنت وكالة حماية البيئة الأمريكية بالرش الجوي لرذاذ الفيرومون كل 30 يومًا حتى عام 2010. في يونيو 2008، أعلنت ولاية كاليفورنيا أنها تتخلى عن خطط الرش الجوي فوق المراكز السكانية.
في عام 2012، قطعت الدولة تمويل برنامج مكافحة الآفات.
في ديسمبر 2015، حكمت محكمة استئناف في كاليفورنيا ضد برنامج مبيدات الآفات LBAM على أساس أنه ينتهك قوانين البيئة في الولاية.

## الخلفية التاريخية
على الرغم من أن أول عثة تفاح ذات اللون البني الفاتح تم تأكيدها في كاليفورنيا من خلال تحليل الحمض النووي تم العثور عليها في فبراير 2007، يعتقد علماء مثل جيمس كاري، أستاذ علم الحشرات في جامعة كاليفورنيا ديفيس والمحرر المساعد في العديد من المجلات، استنادًا إلى تجربته السابقة مع برنامج عثة الغجر، الذي عاش فيه عثة التفاح ذات اللون البني الفاتح على الأرجح في كاليفورنيا لسنوات وربما عقودًا (جزئيًا لأنه منتشر جدًا، من لوس أنجلوس إلى شمال سان فرانسيسكو). لم يتم بعد حل الجدل حول مدة وجود العثة في الدولة. تشير الأسئلة حول الأساس المنطقي لتوقيت برنامج الرش إلى أنه يبدو أكثر ارتباطًا بالحجر الزراعي الزراعي من المكسيك وكندا من العوامل الأخرى.
بالإضافة إلى ذلك، نظرًا لأن العث يبدو أنه من غير المحتمل أن يعيش في ظروف نموذجية لمعظم المناطق الزراعية في ولاية كاليفورنيا، كما هو الحال في درجات الحرارة المرتفعة للغاية في وادي سنترال، يتساءل البعض عن مستوى تلف المحاصيل المحتمل. تنص ورقة واحدة:
«قد تؤدي الظروف الحارة والجافة إلى تقليل أعداد السكان بشكل كبير، ومن غير المعروف ما إذا كانت الحشرة ستكون قادرة على التواجد في مواقع مثل وسط الوادي والصحاري الداخلية في كاليفورنيا... في كاليفورنيا، تم الكشف عن عثة التفاح البني الفاتح في الزراعة الأراضي في الغالب في مشاتل الإنتاج والتجزئة الواقعة بالقرب من المناطق الحضرية».
بعد تأكيد وجود العثة في كاليفورنيا من قبل إدارة فحص صحة الحيوان والنبات في الولايات المتحدة (APHIS)، أصدرت وزارة الغذاء والزراعة بولاية كاليفورنيا أمرًا بالحجر الصحي الداخلي بالولاية يقيد شحن المواد النباتية من مقاطعات حيث LBAM وقد تم العثور على. أصدر APHIS في وقت لاحق أمر الحجر الصحي المحلي الفيدرالي في 2 مايو 2007، مع قيود على شحن المواد النباتية بين الولايات. بدأ مسؤولو CDFA ، مع وزارة الزراعة الأمريكية ووكالة حماية البيئة الأمريكية، ما وصفوه ببرنامج استئصال الطوارئ، بما في ذلك الحجر الصحي المحلي والدولي وبرامج التفتيش. على الرغم من أنه لا يمكن استخدام مبيدات الآفات بشكل قانوني إذا لم يتم تسجيلها من قبل مكتب برامج مبيدات الآفات التابع لوكالة حماية البيئة وفقًا للقانون الفيدرالي للمبيدات الحشرية ومبيدات الفطريات والقوارض (FIFRA)، فإن وكالة حماية البيئة لديها القدرة على الموافقة على إعفاءات الطوارئ (بموجب القسم 18 من FIFRA) للاستخدامات غير المسجلة لمبيدات الآفات لفترات زمنية محدودة إذا حددت وكالة حماية البيئة وجود ظروف طارئة واستيفاء الطلب لمتطلبات سلامة وكالة حماية البيئة. منحت وكالة حماية البيئة طلب إعفاء من الحجر الصحي من وزارة الزراعة الأمريكية والذي جاء فيه:
يقترح مقدم الطلب استخدام مادة كيميائية جديدة لم تسجلها وكالة حماية البيئة. بسبب الطبيعة الفريدة لهذا الوضع الطارئ، حيث كان الوقت لمراجعة ظروف هذا الوضع قصيرًا، لم يكن من الممكن إصدار التماس للتعليق العام، وفقًا لـ 40 CFR 166.24، قبل قرار الوكالة بمنح هذه الإعفاءات.
في 24 سبتمبر 2007، قامت مجموعة «مساعدة بيئة شبه الجزيرة الخاصة بنا» (HOPE)، المعارضين للرش والقلق بشأن التأثيرات المحتملة على البشر والبيئة، برفع دعوى لوقف برنامج الرش لأن إدارة كاليفورنيا للأغذية والزراعة ادعت ذلك تم إعفاؤه من قانون جودة البيئة في كاليفورنيا الذي تطلب تحليل التأثيرات البيئية للاستخدام.
بعد بضعة أسابيع في أكتوبر، حصلت HOPE على أمر قضائي تأجيل رش الفيرومون لمدة أسبوعين. وقالت المجموعة إنه تم رفع الأمر الزائر بعد ذلك بأسبوع، لأنه كان من المستحيل إثبات أن المكونات «الخاملة» تسبب ضررًا عندما رفضت الشركة المصنعة والوكالات الحكومية الكشف عن أسماء وتركيزات المكونات.
ذكرت مونتيري كاونتي ويكلي، في أكتوبر 2007، أنه وفقًا للمتحدث باسم CDFA جاي فان رين، فإن أول تطبيقين جويين على شبه جزيرة مونتيري تكلفتا 3.7 مليون دولار، مع 3.1 مليون دولار من ذلك المستخدم لشراء منتجات الرش. تم وصف تطبيق نوفمبر 2007 بأنه يكلف 2.7 مليون دولار.

## مكونات الرش
على الرغم من نشر مكونات LBAM-F على موقع CDFA على الويب، إلا أن مكونات OLR-F وتركيزات المكونات والمخلفات المختلفة من عملية التصنيع الكيميائي - اللازمة لتحديد مستويات السمية أثناء التطبيقات - لا تزال غير منشورة. يشكك الكثير في تصريحات مسؤولي الدولة بأن المنتجات المستخدمة للرش الجوي، Checkmate OLR-F و Checkmate LBAM-F ، آمنة للرش في المناطق السكنية ذات الكثافة السكانية العالية. في اجتماع مجلس المدينة في نيسان / أبريل في مدينة ألاميدا كاليفورنيا، سأل عضو المجلس فرانك ماتريسريس سكرتير CDFA Kawamura ، «إذا تم رش هذا في حقل مفتوح، فهل سيسمح للعاملين الزراعيين بالدخول إلى الميدان أثناء الرش؟» ورد الوزير كاوامورا بـ «لا».

## التقارير الصحية الضائرة
بعد الرش في مقاطعتي مونتيري وسانتا كروز في خريف عام 2007، تم الإبلاغ عن أكثر من 600 شكوى من آثار صحية ضارة [1]. تلقت إدارة كاليفورنيا للأغذية والزراعة 330 تقريرًا بشكاوى مثل تهيج العين وصعوبة التنفس والطفح الجلدي والصداع وأوجاع العضلات وغيرها. كما أفادت مجموعة بيئية محلية أنها تلقت أكثر من 300 شكوى.
في 8 أبريل من عام2008 ، أصدر مكتب تقييم مخاطر الصحة البيئية (OEHHA) تقريرًا عن شكاوى الآثار الصحية الضارة التي ذكرت أنه لا يوجد لديهم بيانات كافية لاستنتاج ما إذا كان هناك ارتباط بين شكاوى المرض ومبيدات الآفات لعام 2007 أم لا الرش في سانتا كروز ومونتيري. وعلى الرغم من أن البيان الصحفي الذي يصف التقرير ادعى صراحة أنه لم يعثرعلى أي صلة، فقد توصل التقرير بالفعل إلى أنه «لا يمكن تحديد ما إذا كان هناك صلة بين أي من الأعراض المبلغ عنها والرش الجوي» أم لا، وذكر لاحقًا أن لأن «أكثر من 90 في المائة من تقارير أعراض 463 لا تحتوي على معلومات كافية لنا لتحديد ما إذا كان هناك صلة بين الأعراض المبلغ عنها وتطبيقات الرش أم لا». تمت إزالة القصص الإخبارية السابقة لسانتا كروز سنتينل وسان خوسيه ميركوري نيوز بناءً على البيان الصحفي واستبدالها بقصص إخبارية تم تصحيحها.